# Kouchnia
Kouchnia (en russe Кушня) est un village de Russie situé dans le district de Kaltasinsky.
Sa populations était de 115 habitants en 2010.